# Bahía Edith
La bahía Edith es una bahía de cuatro kilómetros de ancho en su desembocadura y que se extiende cinco kilómetros tierra adentro. Se ubica al norte de la punta Jade en el promontorio Yatrus, en la península Trinidad, Antártida.
Ubicada al oeste de la bahía Duse, en aguas del Canal Príncipe Gustavo, en sus cercanías se hallan las islas Águila y Beak (o Pico), y una serie de islas menores: Corry (o San Carlos), Cola (o Tail), Huevo (o Egg), Vortex (o islote Remolino), Roja (o Red), Larga (o Long), islote Alectoria, y las rocas Tongue.

## Historia y toponimia
En Argentina, fue llamado Edith probablemente en homenaje a la esposa del jefe de la base Esperanza durante la campaña antártica de 1957-1958.
En idioma inglés, fue nombrado por el Comité de Topónimos Antárticos del Reino Unido en 1960 como Eyrie («aguilera»), en referencia al sitio donde anidan y se resguardan las águilas, debido a la proximidad con la isla Águila. La bahía fue cartografiada ese mismo año por el British Antarctic Survey.

## Reclamaciones territoriales
Argentina incluye a la bahía en el departamento Antártida Argentina dentro de la provincia de Tierra del Fuego, Antártida e Islas del Atlántico Sur; para Chile forma parte de la comuna Antártica de la provincia Antártica Chilena dentro de la Región de Magallanes y de la Antártica Chilena; y para el Reino Unido integra el Territorio Antártico Británico. Las tres reclamaciones están sujetas a las disposiciones del Tratado Antártico.
Nomenclatura de los países reclamantes: 
- Argentina: bahía Edith[4][5]
- Chile: Bahía Bertrand
- Reino Unido: Eyrie Bay[3]